# Галерея Гагосян
Галерея Гагосян (англ. Gagosian Gallery) — галереи современного искусства, которыми руководит Ларри Гагосян.
Находятся по всему миру: в Нью-Йорке (5); Лондоне (3); Париже (2); по одной — в Беверли-Хиллз, Риме, Афинах, Базеле, Женеве и Гонконге. В них представлены одни из самых влиятельных художников XX и XXI веков.

## История и деятельность
После окончания Калифорнийского университета в Лос-Анджелесе Ларри Гагосян занялся торговлей художественными произведениями и во второй половине1970-х годов открыл собственную галерею «Broxton Gallery». В 1979 году он переехал в Нью-Йорк и открыл галерею в Сохо и тогда же он познакомился с Лео Кастелли, которого впоследствии называл своим учителем.
Свою первую галерею, названную собственным именем, открыл в Лос-Анджелесе в 1980 году. В 1980-х годах в ней были показаны работы молодых современных художников: Эрика Фишла, Жана-Мишеля Баския и Дэвида Салле. В 1985 году бизнес Гагосяна шагнул в Нью-Йорк, где в 1986 году он открыл второе пространство в Манхэттене на West 23rd Street. В 1989 году в Нью-Йорке на Мэдисон-авеню 980, когда-то использовавшееся Sotheby's, открылась новая, более просторная галерея, на которой была представлена премьерная выставка «The Maps of Jasper Johns». В течение первых двух лет здесь были представлены работы Ива Кляйна, Энди Уорхола, Сая Твомбли и Джексона Поллока. Вскоре к галерее присоединились другие художники — Уолтер Де Мария, Филипп Тааффе, Франческо Клементе и Питер Хелли. Также в нью-йоркской галерее Гагосян были представлены работы Ричарда Серра, Марка ди Суверо, Барнетта Ньюмана и Криса Бурдена. Здесь выставлялись молодые художники — Эллен Галлахер, Дженни Савиль, Дуглас Гордон и Сесили Браун. В обеих нью-йоркских галереях выставлялся Энди Уорхол. В 1996 году выставка Дэмьена Херста «No Sense of Absolute Corruption» стала первой выставкой в Америке, на которой были показаны животные Херста в ёмкостях с формальдегидом — спорная серия произведений художника.
В 1995 году Ларри Гагосян открыл офис в Беверли-Хиллз, спроектированный архитектором Ричардом Мейером. В этой галерее выставлялись работы Эда Рушей, Нан Голдин, Фрэнка Гери, Джеффа Кунса и Ричарда Принса, а также Пабло Пикассо, Роя Лихтенштейна и были представлены групповые выставки художников абстрактного экспрессионизма. В 1999 году галерея Гагосян переехала из Сохо в Челси на West 24th Street. Новое помещение галереи площадью 2300 м² спроектировал Ричард Глюкман, которое открылось осенью этого же года монументальной композицией «Switch» Ричарда Серра.
Весной 2000 года Гагосян открыл новое художественное пространство, спроектированного компанией Caruso St John, на Heddon Street в Пикадилли, Лондон; тогда это была крупнейшая частная художественная галерея в городе. Свою выставочную программу британская галерея открыла выставкой итальянской художницы Ванессы Бикрофт, после чего последовала выставка работ Криса Бурдена. В сентябре 2000 года в Нью-Йорке Ларри Гагосян провел выставку Дэмьена Херста «Damien Hirst: Models, Methods, Approaches, Assumptions, Results and Findings». Вторая лондонская галерея Гагосян, также спроектированная фирмой Caruso St John, открылась в мае 2004 года на Britannia Street выставкой живописи и скульптуры Сая Твомбли. Став самой большой коммерческой художественной галереей в Лондоне, в ней проходили экспозиции больших скульптур, видео и инсталляции, в частности, выставка Мартина Киппенбергера «The Magical Misery Tour, Brazil». Галерея на Heddon Street закрылась в июле 2005 года, и одновременно открылась новое выставочное пространство на Davies Street с выставкой гравюр Пабло Пикассо.
В дополнение к своей галерее на West 24th Street в октябре 2006 года тот же Ричард Глюкман спроектировал новое пространство на West 21st Street; одновременно прошла общая для обеих галерей выставка «Cast a Cold Eye: The Late Works of Andy Warhol». В 2009 году в галерее на West 21st Street прошла выставка поздних работ Пабло Пикассо под названием «Mosqueteros», куратором которой был биограф Пикассо Джон Ричардсон. На Мэдисон-авеню появилось галерейное пространство на пятом этаже, предназначенное для молодых и начинающих художников. Здесь были представлены работы Хейли Томпкинс, Ансельма Рейла, Стивена Паррино, Марка Гротьяна, Изы Генцкен, Дэна Колена, Дэша Сноу и других.
Гагосян открыл свою галерею в Риме в 2007 году, выставляя новые работы Сая Твомбли. Новая галерея находится в бывшем отреставрированном здании банка на улице Via Francesco Crispi, построенном в 1921 году и реконструированном римским архитектором Фирузом Гальдо (Firouz Galdo) в сотрудничестве с компанией Caruso St John. В ноябре 2008 года галерист расширила свою галерею на Мэдисон-авеню, открыв выставку работ Фрэнсиса Бэкона и Альберто Джакометти «Isabel and Other Intimate Strangers» в сотрудничестве с фондами Giacometti Foundation и Bacon Foundation. В период с 2003 по 2008 год к Гагосяну присоединились художники, которые ранее были представлены другими известными галереями, в их числе Ансельм Рейле из Gavin Brown’s Enterprise; Джон Каррин из Галереи Андреа Розена; Майк Келли из Metro Pictures; Том Фридмен из Feature; Такаси Мураками из Галереи Марианны Боэски; Ричард Филлипс (Richard Phillips) из Petzel Gallery. С другой стороны, несколько художников покинули Ларри Гагосяна и перешли к другим галеристам, в их числе были Том Фридмен, Марк ди Суверо и Гада Амер.
В 2010 году Гагосян открыл свою парижскую галерею на улице Rue de Ponthieu, где дебютировал выставкой пяти новых акриловых абстракций и пяти бронзовых скульптур Сая Твомбли. По цене от 4 до 5 миллионов долларов каждая картины были проданы до официального открытия галереи. Located off Rue du Rhône in Geneva's business district, В этом же году в деловом районе Женевы недалеко от улицы Rue du Rhône, было открыто первое художественное пространство Гагосяна в Швейцарии.
В начале 2011 года была открыта его галерея в Гонконге в здании Pedder Building. На ней были представлены работы Дэмьена Херста. В этом же году, по данным опроса газетой The Wall Street Journal арт-дилеров, ежегодные продажи Галереи Гагосян приблизились к одному миллиарду долларов. Только в мае 2011 года примерно половина работ, выставленных на продажу крупными аукционными домами в Нью-Йорке, была представлена художниками из списка его галереи. В октябре 2012 года Ларри Гагосян открыл новую галерею за пределами Парижа в Ле Бурже — спроектированное архитектором Жаном Нувелем пространство площадью 1650 м² стало двенадцатым по счёту представительством Гагосяна в мире. Шестнадцатая галерея Ларри Гагосяна открылась в Сан-Франциско в мае 2016 года, на ней присутствовали самые богатые покупатели искусства США. Галерея в Сан-Франциско закрылась к концу 2020 года.
Интересно, что по состоянию на 2008 год покупатели из России и других республик бывшего Советского Союза составляют почти 50 процентов от общего объёма мировых продаж Галереи Гагосян. Надёжные отношения с русскими коллекционерами и расширяющаяся русская арт-сцена побудили Гагосяна организовывать временные выставки в Москве.